# Io e Dio
Io e Dio è un film del 1970 scritto e diretto da Pasquale Squitieri.

## Trama
In un piccolo villaggio di montagna popolato da poveri pastori e contadini, si intrecciano le storie di due uomini, il parroco locale Don Paolo, che cerca di sconfiggere la profonda ignoranza degli abitanti con la dottrina cristiana, e Giuseppe, un contadino che, stanco dei soprusi subiti dal proprietario, lo uccide per poi fuggire nascondendosi nei boschi che circondano il villaggio.
Don Paolo durante una delle sue visite in casa di un pastore, Giacomo, accusa un malore ed invitato a restare scopre durante il corso della sua malattia che Anna, la figlia del pastore, si è innamorata di lui. Egli sente di ricambiare questo sentimento, che però contrasta con la natura del suo impegno sacerdotale e lo porta a lasciare il villaggio per esprimere questa sua contraddizione al vescovo, auspicandone l'aiuto spirituale.
Rientrato al villaggio, dopo aver compreso l'inaccessibilità da parte del vescovo alla questione, viene accusato da Giacomo di avergli sedotto la figlia e quest'ultimo, aiutato dai paesani, tenta di linciare il parroco che, riuscito a fuggire, decide di liberare Anna sottraendola, dopo una colluttazione, ad una fattucchiera a cui era stata affidata dal padre per un esorcismo.
I due si rifugiano nel bosco dove trovano Giuseppe, a sua volta inseguito dalle forze dell'ordine che iniziano uno scontro a fuoco dove il contadino ha la peggio. Don Paolo, che oltre a lui vede morire tra le sue braccia Anna, decide di imbracciare il mitra di Giuseppe e far fuoco.